# Governo Marin
O Governo Marin (em finlandês:  Marinin hallitus, em sueco:  Regeringen Marin) é um governo de coligação com maioria parlamentar, liderado por Sanna Marin (Partido Social Democrata). Foi formado em 2019, após a demissão do anterior Governo Rinne, e integra o Partido Social Democrata, o Partido do Centro, a Aliança dos Verdes, a Aliança de Esquerda e o Partido Popular Sueco.

Tem como base parlamentar 116 dos 200 lugares do Parlamento da Finlândia (Eduskunta).
Tem 19 ministros dos quais 12 são mulheres, para além da própria Sanna Marin, mantendo a mesma configuração partidária que o governo anterior.